# Cathorops arenatus
Cathorops arenatus är en fiskart som först beskrevs av Valenciennes, 1840.  Cathorops arenatus ingår i släktet Cathorops och familjen Ariidae. Inga underarter finns listade i Catalogue of Life.